# 镜子测试
镜子测试（英語：Mirror test），又稱鏡中測試，是一个自我认知能力的测试，它基于动物是否有能力辨别自己在镜子中的影像而完成。
该测试是由戈登·盖洛普在1970年，部分基于查尔斯·达尔文的观察结果所提出的。在参观动物园时，达尔文向一只猩猩举起一面镜子，并记录了该动物的反应，包括作出一系列面部表情等等。达尔文注意到这些表达的意义是模糊的：它们既可以表示该灵长类动物是在冲着它以为是另一只动物的的个体作出表情，也可能是和一个新玩具在进行某种游戏。
戈登·盖洛普基于这些观察制定了一个测试，试图通过判断动物是否能够辨别出它在镜中的像是它自己而判断其自我认知能力。在实验中，实验者在动物身上标上两个无味的颜料斑点。测试斑点被置于动物身体上在镜中可见的部分，而对照斑点则放在动物身体上可触及但不可见的地方。科学家们观察到动物的许多反应可以显示它意识到测试斑点是在自己身上，而同时忽视对照斑点。这些反应包括转身和调整身体姿势以便更好地观察镜中的标记，或在看镜子的时候用肢体试图触碰自己身上的标记。
开始时，甚至是那些可以通过镜子测试的动物也有着如同达尔文所描述的猩猩一样的反应。事实上，幼儿以及恢复视力的先天盲人最初也会对他们在镜中的像作出仿佛是对待另一个人的反应。 

## 通过测试的动物

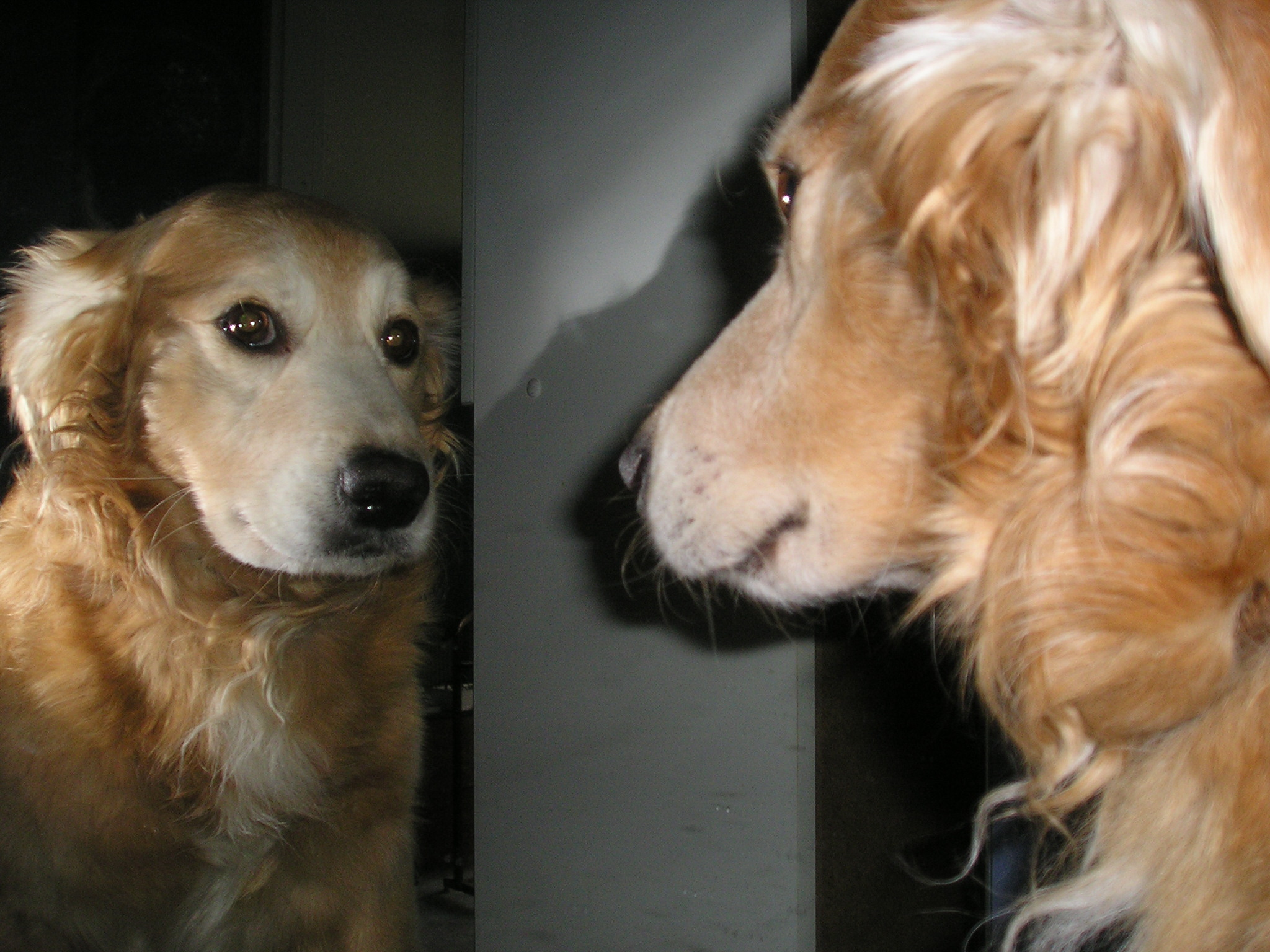
一只狗对镜子的反应

已经通过镜子测试的动物包括：
- 所有人科动物（倭黑猩猩[5]、黑猩猩[5][6]、猩猩[7]、人类、大猩猩）。起初，人们认为大猩猩没有通过测试，但现在一些证据充分的报告显示大猩猩（例如可可[8]）亦可通过测试。
- 獼猴[9]
- 瓶鼻海豚[5][10][11][12]
- 虎鲸[13]
- 大象[14]
- 欧亞喜鹊[15]
- 部分鸠鸽科物种[16]
- 裂唇鱼[17]
- 蚂蚁[18]

1981年，爱泼斯坦、兰扎和斯金纳在《科学》杂志发表论文，认为鸽子也可以通过镜子测试，但否认镜子实验和自我意识有关。一只鸽子被训练以通过看镜子来找到它身后的对应钥匙，然后转身去啄它。正确的选择可以换得食物（亦即，鸽子学会了通过镜子找到对它的环境至关重要的元素）。之后，鸽子被训练以啄其身上羽毛上的斑点；食物仍然是触碰斑点的奖赏。后一个训练是在没有镜子的状态下完成的。最后的测试是在鸽子身上放一个小围兜，正好可以盖住它下腹部上的一个斑点。在没有镜子的对照期中，鸽子不会去啄斑点。当加入镜子后，鸽子开始变得活跃，向镜子里探望并试图去啄围兜下面的斑点。诚然，未经训练的鸽子从未能够通过镜子实验。但是，鸽子通常无法碰到镜子，也不会有使用镜子必要的经验。给予鸽子这种经验并没有保证它能够通过镜子测试——事实上，鸽子直到最后一个测试之前，从没有在有镜子的情况下啄过它自己身上的斑点。同时，作者质疑黑猩猩的实验也不过是人为培训的产物，因为不经过培训的黑猩猩并不能通过镜子实验。此外，喜鹊已被证明能够通过镜子测试：在看到镜子里喙下面的彩色纸条时，喜鹊会试图弄掉它。
狗、猫和人类婴儿都无法通过测试。人类往往需成長到18个月大後——精神分析学家所谓的“镜像阶段”——才能通过镜子测试。
卡普希猴子对其镜中像的回应没有任何善意或敌意，而斑点测试已表明它们无法自发地进行镜像的自我认知。利用视频技术进行的类似测试支持了这些结果，但也指出猴子具有明确的自我认知所必须的原始输入系统。
科學家讓恆河猴照鏡子，用高功率鐳射筆照射猴子臉部，鐳射光點產生的輕微灼熱感，使猴子會抓撓臉上的光點。經過2到5周的訓練，當再用低功率無灼熱感的鐳射筆照射猴子臉部，7隻猴子中有5隻能在鏡子前準確地觸摸到臉上光點，明白鏡中光點和自己臉上光點之間的關聯，即能識別鏡中的自我，還會進一步觀察自己身體上平時看不到的部位。
猪也可以通过镜子测试的一个变种。8只测试猪中的7只可以通过使用镜子找到隐藏在墙后的食盆。第八只猪则试图在镜子后面寻找食物。
在為期三年的實驗中，天普大學的心理學家黛安娜·雷斯，在海豚的飼養池中擺了一面鏡子，在鏡子後面裝設攝影機觀察了七月大的Bayley及十六個月大的Foster，發現牠倆會在鏡子前翻轉、靠近看、玩泡泡。而進一步得用無毒顏料標記牠們，牠們會利用鏡子來觀察標記。甚至在鏡子前張開嘴巴擺動舌頭。

## 批评
对于镜子测试的价值和对结果的诠释，存在着一些争论。虽然已经对灵长类动物广泛地进行了这个测试，但对于将这一测试应用于那些主要依赖视觉以外的知觉的动物，仍然存在争议。也有一些基于其他模式的镜子测试的变体，例如使用气味的测试等。例如，生物学家馬克·貝考夫发明了一个用狗尿测试自我意识的范例。極少數狗通過鏡子測試，可做為馬克·貝科夫的佐證。
另外，即使是视觉导向的动物，也可能因为对镜子不够熟悉而无法通过测试，或无法被激励而去（为了无论什么原因）碰触其前额的标记。因此，盖洛普的镜子测试被批评为逻辑无效的，因为否定结果是无法诠释的。例如，面容失认症患者可能会无法通过镜子测试，虽然他们有着自我认知的能力。甚至有学者发现，从来没有找到过对于猫进行镜子测试的实验数据。还有学者在“镜子实验”的专著中提出，在无法提供相应证据证实镜子实验和自我意识有关的情况下，训练动物对身上的斑点给出反应，也只不过展现了实验者训练动物的能力，而不是动物自身某种潜在的能力。倘若训练鸽子啄身上斑点的性质和黑猩猩的实验相同，那么作为该训练的副产品，鸽子理应展现出其他和所谓自我意识有关的行为，比如对着镜子梳理羽毛。然而事实上这并不存在。